# Nerf axillaire
Le nerf axillaire (ou nerf circonflexe) est un nerf sensitivo-moteur du membre supérieur chez l'Homme. C'est le nerf de l'abduction du bras et accessoirement de la rotation latérale.

## Origine
Le nerf axillaire nait du tronc secondaire postérieur du plexus brachial même temps que le nerf radial derrière le muscle petit pectoral. Ses racines sont C5 et C6.

## Trajet
Le nerf axillaire descend dans le creux axillaire  en avant du muscle subscapulaire et derrière l'artère axillaire.
Il sort de la cavité axillaire en passant entre en haut le muscle subscapulaire, en bas le muscle grand rond, en dedans le long chef du muscle triceps brachial et en dehors le col chirurgical de l'humérus.
Il contourne le col chirurgical avec l'artère circonflexe postérieure de l'humérus et se termine sur la face postérieure de l'épaule en se divisant en une branche antérieure, une branche postérieure et une collatérale au long chef du triceps brachial.
Le tronc du nerf axillaire dégage un filament articulaire qui pénètre dans l'articulation gléno-humérale sous le muscle subscapulaire

### Branche antérieure
La branche antérieure s'enroule autour du col chirurgical de l'humérus, sous le muscle deltoïde, avec les vaisseaux circonflexes huméraux postérieurs. Il se poursuit jusqu'au bord antérieur du deltoïde pour assurer son innervation motrice. La branche antérieure dégage également quelques petites branches cutanées, qui traversent le muscle et alimentent la peau qui la recouvre.

### Branche postérieure
La branche postérieure donne le nerf du muscle petit rond et innerve la partie postérieure du muscle deltoïde.
La branche postérieure perce le fascia brachial et se continue par le nerf cutané brachial latéro-supérieur qui suit le bord postérieur du muscle deltoïde.

## Zone d'innervation
Le nerf axillaire est moteur de l'abduction du bras par :
- le muscle deltoïde,
- le muscle subscapulaire,
- le muscle petit rond.

Par le nerf cutané brachial supéro-latéral, il innerve la face externe de l'épaule.

## Aspect clinique
La proximité du nerf axillaire avec la partie proximale de l'humérus le rend vulnérable dans les traumatismes de l'épaule (luxation gléno-humérale, fracture proximale de l'humérus).
La fonction du nerf axillaire peut également être altérée par une compression axillaire, utilisation de béquille axillaire par exemple).
Une lésion du nerf axillaire se manifeste par :
- une paralysie des muscles petit rond et deltoïde qui provoque une perte d'abduction du bras, accompagnée d'une flexion,d'une extension et d'une rotation amoindries de l'épaule. La paralysie des muscles deltoïde et petit rond entraîne un aplatissement de l'épaule.
- Perte de sensation de la peau de la zone latérale de l'épaule.